# Simulium obesum
Simulium obesum es una especie de insecto del género Simulium, familia Simuliidae, orden Diptera.
Fue descrita científicamente por Vulcano, 1959.